# 大熊貝兒藍色的家
《大熊貝爾藍色的家》（英語：Bear in the Big Blue House）是由Mitchell Kriegman創作的美國兒童電視連續劇，由Jim Henson Television為迪士尼頻道的Playhouse Disney學前電視台製作。1997年10月20日首播，2006年4月28日播出最後一集。

## 劇情
貝兒（Bear）與他的朋友Ojo、Tutter、Treelo、Pip、Pop和Shadow一起住在藍色的家。他和他的朋友們一起經歷了許多冒險，包括解決問題、分享、相互合作以及社交和生活技巧的培養。
每集皆以歡迎歌曲開場，隨後節目中的其他角色出現，然後出現節目的主題和情節。每集都有歌曲和笑話伴隨著各式不同的主題（例如“睡眠”、“醫生”、“感恩節”）並在整集結束時學習到新的知識。貝兒扮演照顧小熊Ojo、狐猴Treelo、老鼠Tutter以及兩隻水獺Pip和Pop的角色。角色“Shadow”每集都會與影子木偶出現。大多數片段皆以歌曲形式出現，而有些則只是與劇集主題相關的簡短故事。節目結束時，貝兒會與月亮Luna一起唱道別歌曲。

## 外部連結
- 官方网站
- 互联网电影数据库（IMDb）上《大熊貝兒藍色的家》的资料（英文）